# Hedbrokvecklare
Hedbrokvecklare (Phiaris palustrana) är en fjärilsart som först beskrevs av Friederike Lienig och Philipp Christoph Zeller 1846.  Hedbrokvecklare ingår i släktet Phiaris, och familjen vecklare. Arten är reproducerande i Sverige.